# Гаель Сандоваль
Вальтер Гаель Сандоваль Контрерас (ісп. Walter Gael Sandoval Contreras; нар. 5 листопада 1995, Гвадалахара) — мексиканський футболіст, нападник клубу «Гвадалахара».

## Клубна кар'єра
Випускник футбольної академії «Естудіантес Текос». У 2013 році він перейшов в «Сантос Лагуна». У новій команді теж здебільшого грав за молодіжну команду і брав участь у італійському турнірі Віареджо 2013 та 2014 років.
У 2015 році для отримання ігрової практики Гаель на правах оренди перейшов в «Хуарес». 26 липня в матчі проти Лобос БУАП він дебютував у Лізі Ассенсо, другому за рівнем дивізіоні країни.
По закінченні оренди Сандоваль повернувся в «Сантос Лагуна». 18 липня 2016 року в матчі проти УАНЛ Тигрес він дебютував в мексиканській Прімері, замінивши у другому таймі Браяна Рабельйо. 7 листопада в поєдинку проти «Чьяпас» Гаель забив свій перший гол за «Сантос Лагуна».
На початку 2018 року Сандоваль перейшов в «Гвадалахару».

## Титули та досягнення
- Чемпіон Мексики (1): 2017 (К)
- Володар Кубка Мексики (2): 2014 (А)
- Володар Суперкубка Мексики (1): 2015
- Володар кубка чемпіонів КОНКАКАФ (1): 2018